# 利古里亞山

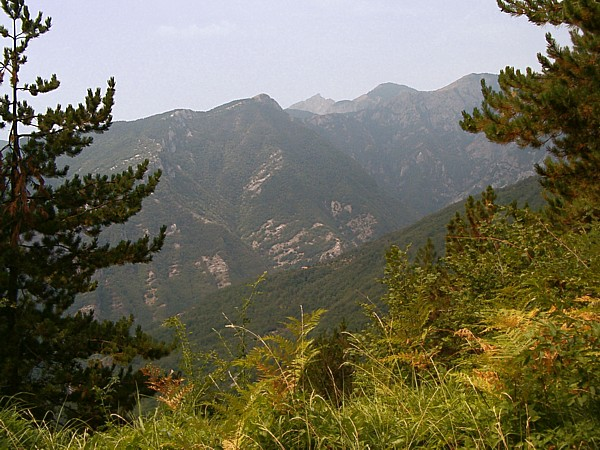

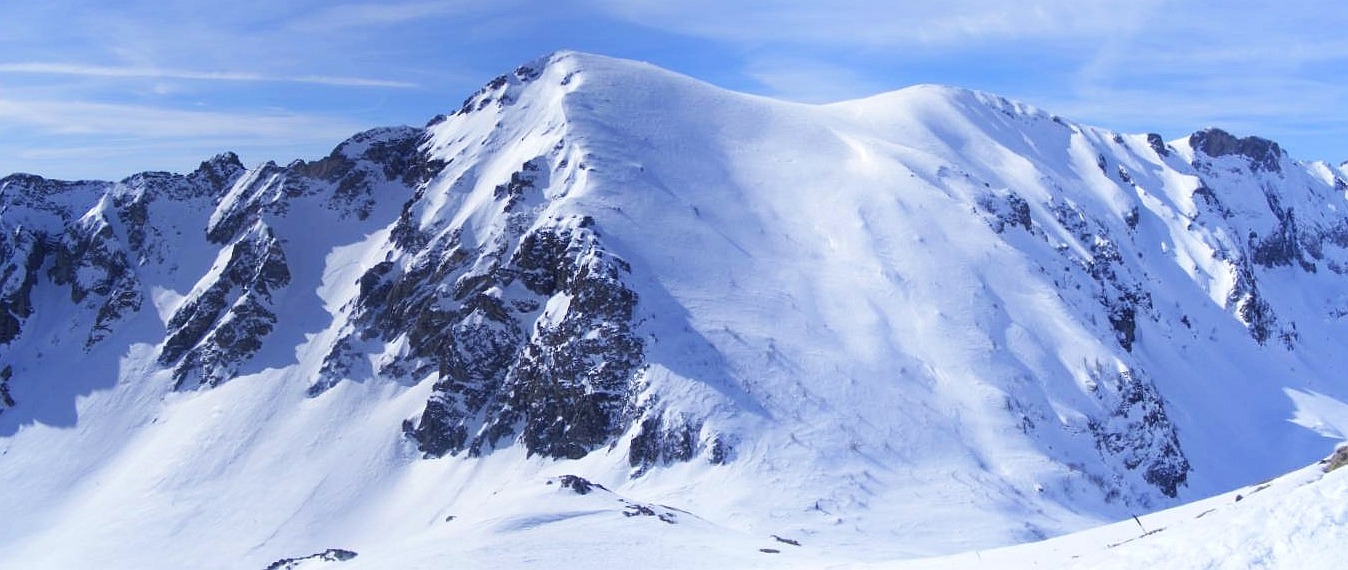

利古里亞山（意大利语：Alpi Liguri；法语：Alpes ligures；德语：Ligurische Alpen）是歐洲的山脈，是西阿爾卑斯山脈的一部分，橫跨意大利利古里亞和皮埃蒙特與法國濱海阿爾卑斯省，最高點海拔高度2,651米。

## 外部連結
- Italian official cartography (Istituto Geografico Militare - IGM); on-line version: www.pcn.minambiente.it（页面存档备份，存于）
- French official cartography (Institut Géographique National - IGN); on-line version: www.geoportail.fr（页面存档备份，存于）